# Ichneumon helenae
Ichneumon helenae là một loài tò vò trong họ Ichneumonidae.